# S.T.A.L.K.E.R.: Shadow of Chernobyl
S.T.A.L.K.E.R.: Shadow of Chernobyl (dříve znám jako S.T.A.L.K.E.R.: Oblivion Lost) je ukrajinská akční počítačová hra viděná pohledem první osoby. Příběh se odehrává po hypotetické druhé černobylské katastrofě v okolních zamořených oblastech a využívá motivy z knihy Piknik u cesty bratří Strugackých a z filmu Stalker od Andreje Tarkovského, který je založen na stejné knize. Hra byla vyvinuta ukrajinskou firmou GSC Game World a do distribuční sítě byla uvolněna v roce 2007.
Příběh předpokládá, že v blízké budoucnosti nastane druhá černobylská katastrofa. Po ní žije v Zóně množství mutantů a objevuje se také spousta anomálií a artefaktů neznámého původu. Hráč, s přezdívkou „Označený“, může plnit různé úkoly anebo postupovat ve hře podle vlastního uvážení. Velký důraz je kladen na výměnný obchod a vzájemnou komunikaci s herními postavami (NPC). Hlavní postava vystupuje jako samotář, který se živí hledáním artefaktů a plněním různých úkolů. Za splnění úkolů je peněžní odměna v rublech. Za ty je pak možné kupovat další výzbroj a výbavu.

## Herní příběh a svět

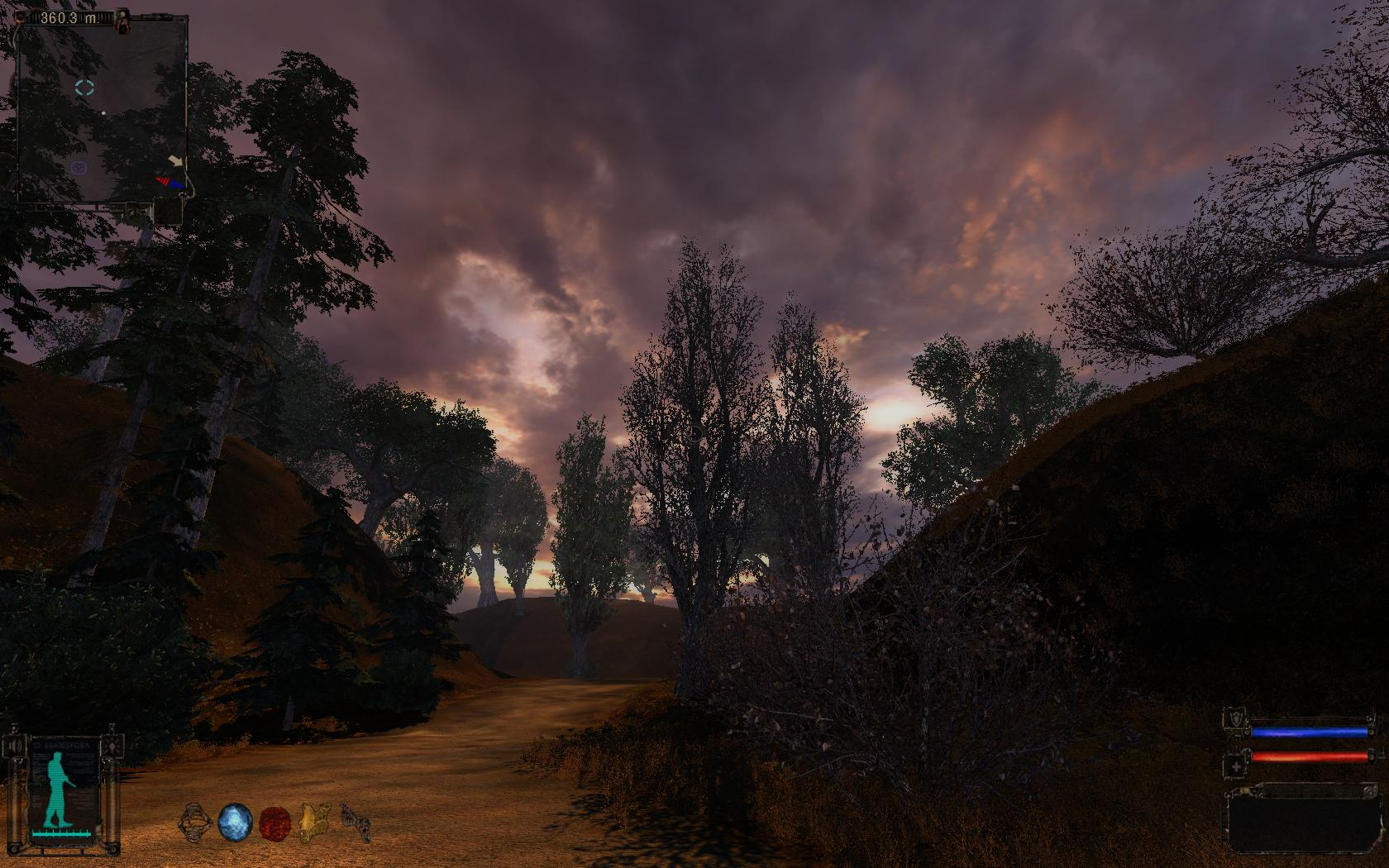
Krajina hry

V roce 1986 se svět otřásl silou největší nehody atomové elektrárny v historii. O dvacet let později je vidět, že následky katastrofy byly jen začátek.V roce 2006 přišla další katastrofa. Radioaktivita totiž změnila okolní prostředí do života nebezpečné Zóny, plné nebezpečných anomálií a zmutovaných živočichů. Do této zapomenuté divočiny se vydávají pouze ti nejodvážnější. Ať již za účelem zisku ze získávání vzácných artefaktů, nebo jen za účelem útěku před zákonem. Tito muži si říkají Stalkeři. Hra se odehrává v roce 2012 a uvede hráče do role jednoho z nich, který ztratil paměť a pátrá po tajemné historii Zóny a mystické postavě nazývané Střelec.
Herní mapu tvoří rozlehlá Zóna, která na hráče při každém kroku působí nesmírně realistickým dojmem. Temná, až hororová a depresivní atmosféra zamořené Zóny vás doprovází po celou dobu hraní. Místa jako Pripjať, Rudý les a samotné nitro jaderné elektrárny jsou vytvořeny podle skutečných předloh.
Ve hře je dobře propracován cyklus dne a noci. Jsou zde dokonce i velmi dobře propracovány změny počasí a životní potřeby jako je jídlo a energie potřebná pro sprint (při přetížení postavy velkou tíhou předmětů, se energie odčerpává i při chůzi). Ať již očekáváte od hry klidné posezení s ostatními stalkery u ohně za poslechu kytary a ukrajinských stalkerských vtipů, sběr artefaktů a lov nebezpečných monster v nebezpečné Zóně, nebo snad akčnější scény s nepřátelskou armádou hlídající vstup do zóny, to vše vám hra může poskytnout. Možnost komunikace a obchodu s ostatními postavami dává hře nový rozměr.
Nepřátele tvoří armáda, která hlídá zónu před stalkery, nebo třeba "bandité", což jsou kriminálníci uprchlí před zákonem, anomálie které vznikají účinky silného záření a široká škála zmutovaných zvířat od těch méně nebezpečných, až po ty smrtelně nebezpečné, jako třeba smečka slepých psů. Hra nabízí možnost nákupu velkého sortimentu vybavení, zbraní, munice, artefaktů, výstroje a potravin, což je pro úspěšné přežití v zóně téměř nezbytné. Můžete dokonce obchodovat i s obyčejnými Stalkery, kteří neprodávají nic kromě salámu, chleba a pár konzerv a nekupují nic kromě toho samého (nekupují zbraně a munici).

### Herní lokace

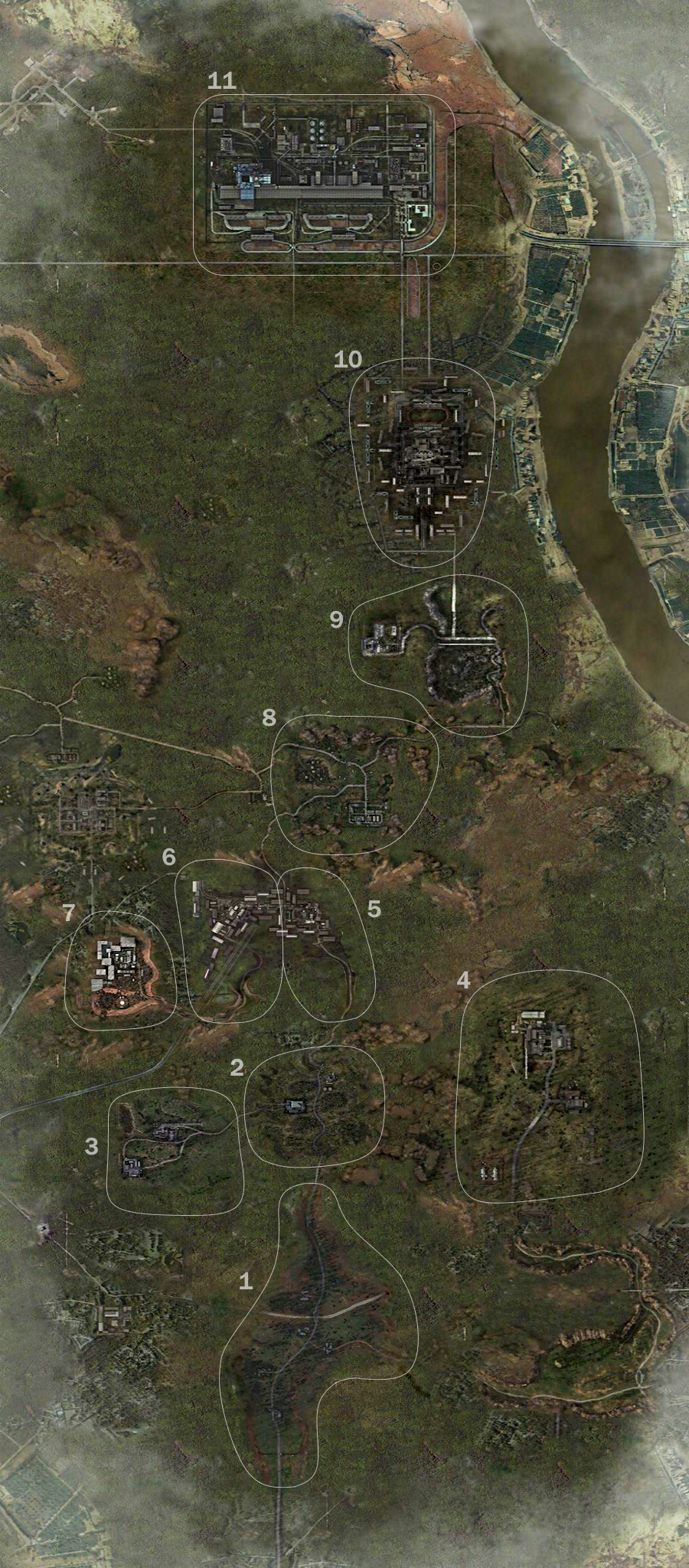
Mapa zóny

1. Kordon – lokace, ve které se ve srovnání s jinými oblastmi nachází malý počet anomálií a nejsou zde prakticky žádné oblasti s vysokou úrovní radiace. Na území lokace najdeme např. tábor stalkerů (vedle kterého se nachází bunkr Sidoroviče), silně střežený vojenský hraniční přechod, opuštěnou továrnu, o kterou vedou boje samotáři a bandité, zničený železniční most a severně od něj opuštěnou farmu. Celou lokací se táhne silnice, která stalkery navádí do dalších oblastí zóny.
2. Smetiště – severně od Kordonu se nachází vrakoviště strojů a radiokativního šrotu z Černobylské elektrárny. V oblasti se nachází např. hřbitov techniky, která byla použita při likvidaci havárie (vrtulníky, autobusy, nákladní auta) a opravárenský hangár.
3. Výzkumný institut Agroprom
4. Temná dolina
5. Bar
6. Divoká teritoria
7. Jantar
8. Vojenské sklady
9. Rudý les
10. Pripjať
11. Jaderná elektrárna Černobyl

## Hodnocení
Ve hře je za klad považována především atmosféra zamořené zóny, kterou vývojáři vystihli dokonale, spolu s volností pohybu. Námět čerpá ze skutečných událostí, knižní předlohy a filmového zpracování. Fiktivní příběh hry je od začátku dost poutavý. Grafická stránka hry je na vysoké úrovni. Velice pestré možnosti modifikace hry, navíc možnosti pokusu a omylu.
Mezi zápory patří především vysoká obtížnost, která mnohé slabší hráče odrazuje, občas divně se chovající fyzikální engine, také některé chyby v umělé inteligenci postav. Mezi zápory patří i místy přespříliš akčních scén a podceněná účinnost zbraní.
Ačkoliv je hra ukrajinská a odehrává se na Ukrajině, postavy ve hře hovoří rusky a i nápisy na různých cedulích jsou psány ruštinou.

## Ocenění
| 2005 | IGN's PC Best of E3 2005 Awards                             | Největší překvapení na PC                      | S.T.A.L.K.E.R.: Shadow of Chernobyl | Vítězství     | [ 1 ]       |
| 2006 | Wired 2006 Vaporware Awards                                 | Anticena „Vaporware 2006: Return of the King“  | S.T.A.L.K.E.R.: Shadow of Chernobyl | 9. místo      | [ 2 ]       |
| 2006 | Absolute TOP 2006                                           | Nejlepší očekávání v roce 2007(uživatelé)      | S.T.A.L.K.E.R.: Shadow of Chernobyl | Vítězství     | [ 3 ]       |
| 2007 | Gameland Awards 2007                                        | Nejočekávanější hra roku 2007                  | S.T.A.L.K.E.R.: Shadow of Chernobyl | Vítězství     | [ 4 ]       |
| 2007 | KRI Awards na KRI 2007                                      | Nejlepší vývojář                               | GSC Game World                      | Vítězství     | [ 5 ]       |
| 2007 | KRI Awards na KRI 2007                                      | Cena publika                                   | S.T.A.L.K.E.R.: Shadow of Chernobyl | Vítězství     | [ 5 ]       |
| 2007 | Nejlepší na KRI 2007 podle Игры@Mail.Ru                     | Nejlepší hra KRI 2007                          | S.T.A.L.K.E.R.: Shadow of Chernobyl | Vítězství     | [ 5 ]       |
| 2007 | Nejlepší na KRI 2007 podle Игры@Mail.Ru                     | Nejlepší hra podle Игры@Mail.Ru                | S.T.A.L.K.E.R.: Shadow of Chernobyl | Vítězství     | [ 5 ]       |
| 2007 | Nejlepší na KRI 2007 podle Игры@Mail.Ru                     | Nejlepší obraz                                 | S.T.A.L.K.E.R.: Shadow of Chernobyl | Vítězství     | [ 5 ]       |
| 2007 | Develop Industry Excellence Awards 2007                     | Kreativita                                     | GSC Game World                      | Nominace      | [ 6 ] [ 7 ] |
| 2007 | Golden Joystick Awards 2007                                 | Nejlepší hra roku pro PC                       | S.T.A.L.K.E.R.: Shadow of Chernobyl | Nominace      | [ 8 ] [ 9 ] |
| 2007 | PC Gamer Awards 2007                                        | Лучшая игра года в жанре Action                | S.T.A.L.K.E.R.: Shadow of Chernobyl | Vítězství     | [ 10 ]      |
| 2007 | GameSpot's Best of 2007 Awards                              | Neočekávaně dobrá hra                          | S.T.A.L.K.E.R.: Shadow of Chernobyl | Zvláštní cena | [ 11 ]      |
| 2007 | GameSpot's Best of 2007 Awards                              | Nejlepší zvukový design                        | S.T.A.L.K.E.R.: Shadow of Chernobyl | Nominace      | [ 11 ]      |
| 2007 | GameSpot's Best of 2007 Awards                              | Nejlepší atmosféra                             | S.T.A.L.K.E.R.: Shadow of Chernobyl | Vítězství     | [ 12 ]      |
| 2008 | Game AI Awards 2007                                         | Nejlepší umělá inteligence v mainstreamové hře | S.T.A.L.K.E.R.: Shadow of Chernobyl | 3. místo      | [ 13 ]      |
| 2008 | Game AI Awards 2007                                         | Technické inovace v umělé inteligenci ve hře   | S.T.A.L.K.E.R.: Shadow of Chernobyl | 2. místo      | [ 13 ]      |
| 2008 | Jeux Vidéo Magazine Golden Award                            | Nejlepší hra roku 2007                         | S.T.A.L.K.E.R.: Shadow of Chernobyl | Vítězství     | [ 14 ]      |
| 2008 | Nejlepší v roce 2007 podle časopisu Navigator igrovogo mira | Лучший FPS                                     | S.T.A.L.K.E.R.: Shadow of Chernobyl | Vítězství     | [ 15 ]      |
| 2008 | Nejlepší v roce 2007 podle časopisu PC Игры                 | Nejlepší domácí hra roku                       | S.T.A.L.K.E.R.: Shadow of Chernobyl | Vítězství     | [ 16 ]      |
| 2008 | Gameland Awards 2008                                        | Nejlepší akční hra                             | S.T.A.L.K.E.R.: Shadow of Chernobyl | Vítězství     | [ 17 ]      |
| 2008 | Gameland Awards 2008                                        | Nejlepší hra                                   | S.T.A.L.K.E.R.: Shadow of Chernobyl | Vítězství     | [ 17 ]      |
| 2008 | CRPG.ru Awards 2007                                         | Hra s nejlepší atmosférou                      | S.T.A.L.K.E.R.: Shadow of Chernobyl | Vítězství     | [ 18 ]      |
| 2008 | CRPG.ru Awards 2007                                         | Nejlepší domácí hra                            | S.T.A.L.K.E.R.: Shadow of Chernobyl | Vítězství     | [ 18 ]      |
| 2008 | CRPG.ru Awards 2007                                         | Nejlepší RPG hra                               | S.T.A.L.K.E.R.: Shadow of Chernobyl | 2. místo      | [ 18 ]      |
| 2008 | CRPG.ru Awards 2007                                         | Nejlepší vizuální vzhled                       | S.T.A.L.K.E.R.: Shadow of Chernobyl | 3. místo      | [ 18 ]      |